# كارين لودفيغ
كارين لودفيغ (بالإنجليزية: Karen Ludwig)‏ هي مخرجة وممثلة أمريكية، ولدت في 9 أكتوبر 1942 في سان فرانسيسكو في الولايات المتحدة.

## وصلات خارجية
- كارين لودفيغ على موقع IMDb (الإنجليزية)
- كارين لودفيغ على موقع ألو سيني (الفرنسية)
- كارين لودفيغ على موقع أول موفي (الإنجليزية)
- كارين لودفيغ على موقع قاعدة بيانات برودواي على الإنترنت (الإنجليزية)
- كارين لودفيغ على موقع قاعدة بيانات الفيلم (الإنجليزية)
- كارين لودفيغ على موقع كينوبويسك (الروسية)